# Kamil Yashin
Kamil Yashin, nacido Kamil Nugmanov (Andiyán, Imperio ruso, 25 de diciembre de 1909 - Taskent, Uzbekistán, 25 de septiembre de 1997) fue un poeta, dramaturgo, prosista, guionista y celebridad soviética de origen uzbeco. A lo largo de su carrera recibió numerosos premios y galardones entre los que cabe destacar los títulos de Escritor del Pueblo de la RSS de Uzbekistán (1959), Héroe del Trabajo Socialista (1974) y el Premio Estatal de la URSS (1951).

## Biografía
Kamil Nugmanov nació en la ciudad uzbeka de Andiyán en la Provincia de Ferganá en esa época parte del Imperio ruso. Después de graduarse de la escuela secundaria, estudió en el Instituto Forestal de Leningrado, pero tres años más tarde, debido a una enfermedad, se vio obligado a regresar a Andiyán. Aquí Yashen enseñó literatura y física en una escuela secundaria durante varios años. Entre 1930 y 1936, estuvo a cargo del departamento literario del Teatro Musical Estatal de Uzbekistán. Durante este periodo, escribió varias obras de teatro como Comrades (1930), Burn (1931), Honor and Love (1935) y fue coautor del drama musical Gulsara (1935) con Muzaffar Muhamedov.

## Carrera y escritos
Yashin, quien había conocido varias veces al famoso poeta Hamza Niyazi, quedó tremendamente afectado por sus escritos y su muerte violenta; Hamza fue el tema de varias de sus obras.
En los años previos a la Segunda Guerra Mundial, escribió libretos para las primeras óperas nacionales de la RSS de Uzbekistán, tales como Boʻron y Ulugʻ kanal. Después del brutal asesinato por honor de Nurjon Iulaxeva, una de las primeras mujeres uzbekas en actuar en el escenario sin velo, Yashin escribió el musical Nurkhon que detalla su vida y muerte como la de una valiente mártir de la liberación de la mujer. El asesinato de Nurjon no fue el único asesinato por honor de una celebridad del escenario en la era Hujum, con el asesinato anterior de Tursunoi Saidazimova, el famoso «ruiseñor uzbeko» conocida por su canto. Yashin había sido amigo del guionista Hamza Niyazi, quien fue lapidado hasta la muerte en Shohimardon por islamistas después de haber escrito obras críticas con el Islam y por su apoyo a los derechos de las mujeres. Más tarde, Yashin escribió el musical Hamza dedicado a su vida y esfuerzos contra la superstición que finalmente lo llevaron a su brutal asesinato. Otros musicales que Yashin escribió incluyen Nomus va Muhabbat, Oʻlim bosqinchilarga (1942), Davron ota (1942, coautor), Farod va Shirin (1944) y Oftobxon (1944), algunos de los cuales fueron creados para las tropas soviéticas que combatieron durante la Segunda Guerra Mundial, generalmente denominada en la Unión Soviética como la Gran Guerra Patria. Después de la guerra, escribió los guiones de las obras General Rakhimov (1949), Ravshan va Zulxumor (1956), Secret under the Paranja y Dawn of the Revolution (1972).
Más tarde dirigió un documental sobre la vida de Hamza Hakimzade Niyazi, sobre quien también publicó una novela, de 1969 a 1980 se desempeñó como editor en jefe de la revista Uzbek Tili va Adabyti (Lengua y literatura uzbekas) y fue miembro del Partido Comunista de la Unión Soviética. Además fue miembro de la Academia de Ciencias de la RSS de Uzbekistán (1969), Diputado de las V a VII convocatorias del Sóviet Supremo de la Unión Soviética (1966-1984) y Secretario de la junta del Sóviet Supremo de la Unión Soviética (1959).
Kamil Yashin, murió el 27 de septiembre de 1997 en Tashkent (Uzbekistán). Además, varias calles de las ciudades uzbekas de Tashkent y Andijans llevan actualmente su nombre.

## Condecoraciones
- Héroe del Trabajo Socialista  (27 de septiembre de 1974)
- Orden de Lenin, tres veces (18 de marzo de 1959; 16 de enero de 1970; 27 de septiembre de 1974)
- Orden de la Revolución de Octubre (29 de diciembre de 1979)
- Orden de la Bandera Roja del Trabajo, tres veces (16 de enero de 1950; 6 de diciembre de 1951; 1 de marzo de 1965)
- Orden de la Amistad de los Pueblos (16 de noviembre de 1984)
- Orden de la Insignia de Honor, tres veces (31 de mayo de 1937; 24 de marzo de 1945; 11 de enero de 1957)
- Medalla por el Trabajo Valiente en la Gran Guerra Patria 1941-1945
- Escritor del Pueblo de la RSS de Uzbekistán (1969)
- Artista de Honor de la RSS de Uzbekistán (1939)
- Medalla de la Distinción Laboral
- Premio Stalin de 3.er grado (1951)
- Medalla Conmemorativa por el Centenario del Natalicio de Lenin
- Medalla Conmemorativa del 30.º Aniversario de la Victoria en la Gran Guerra Patria de 1941-1945
- Medalla Conmemorativa del 40.º Aniversario de la Victoria en la Gran Guerra Patria de 1941-1945
- Medalla Conmemorativa del 50.º Aniversario de la Victoria en la Gran Guerra Patria de 1941-1945
- Premio Estatal Hamza (1958)[1]